# Anisoplia baetica
Anisoplia baetica é uma espécie de insetos coleópteros polífagos pertencente à família Rutelidae.
A autoridade científica da espécie é Erichson, tendo sido descrita no ano de 1847.
Trata-se de uma espécie presente no território português.